# Relevage (viticulture)
Pour les articles homonymes, voir Relevage.
Le relevage, en viticulture, consiste à relever les rameaux de l'année, et à les maintenir à la verticale, le plus souvent sur un système de palissage.
Cette opération est réalisée pendant la croissance de la vigne, afin de favoriser l'étalement du feuillage et l’aération des grappes. Cela permet une meilleure maturation des baies et diminue les risques d'apparition de certaines maladies cryptogamiques, et protège les rameaux du vent. En maintenant le feuillage relevé, l'espace entre les rangs est libéré pour permettre le passage des travailleurs, outils, tracteurs, etc. 
Le relevage fait partie des opérations en vert.

## Intérêts

### Exposition de la surface foliaire
La surface foliaire exposée est optimisée par l'étalement de la végétation, de manière que les rameaux ne se fassent pas d'ombre à eux-mêmes en retombant vers le sol, le but étant d'augmenter l’efficacité de la photosynthèse.
À l'inverse, les vignes poussant sous des climats chauds et secs ne sont pas relevées, bénéficiant ainsi d'une ombre plus importante au niveau des raisins, et évitant l'échaudage.
Dans le but d'augmenter la surface foliaire, des essais ont été réalisés sur des vignes conduites selon la méthode Scott Henry, une partie du feuillage subit un « abaissement » au lieu d'un « relevage », une partie des rameaux sont palissés vers le bas pour avoir une exposition supplémentaire.

### État sanitaire

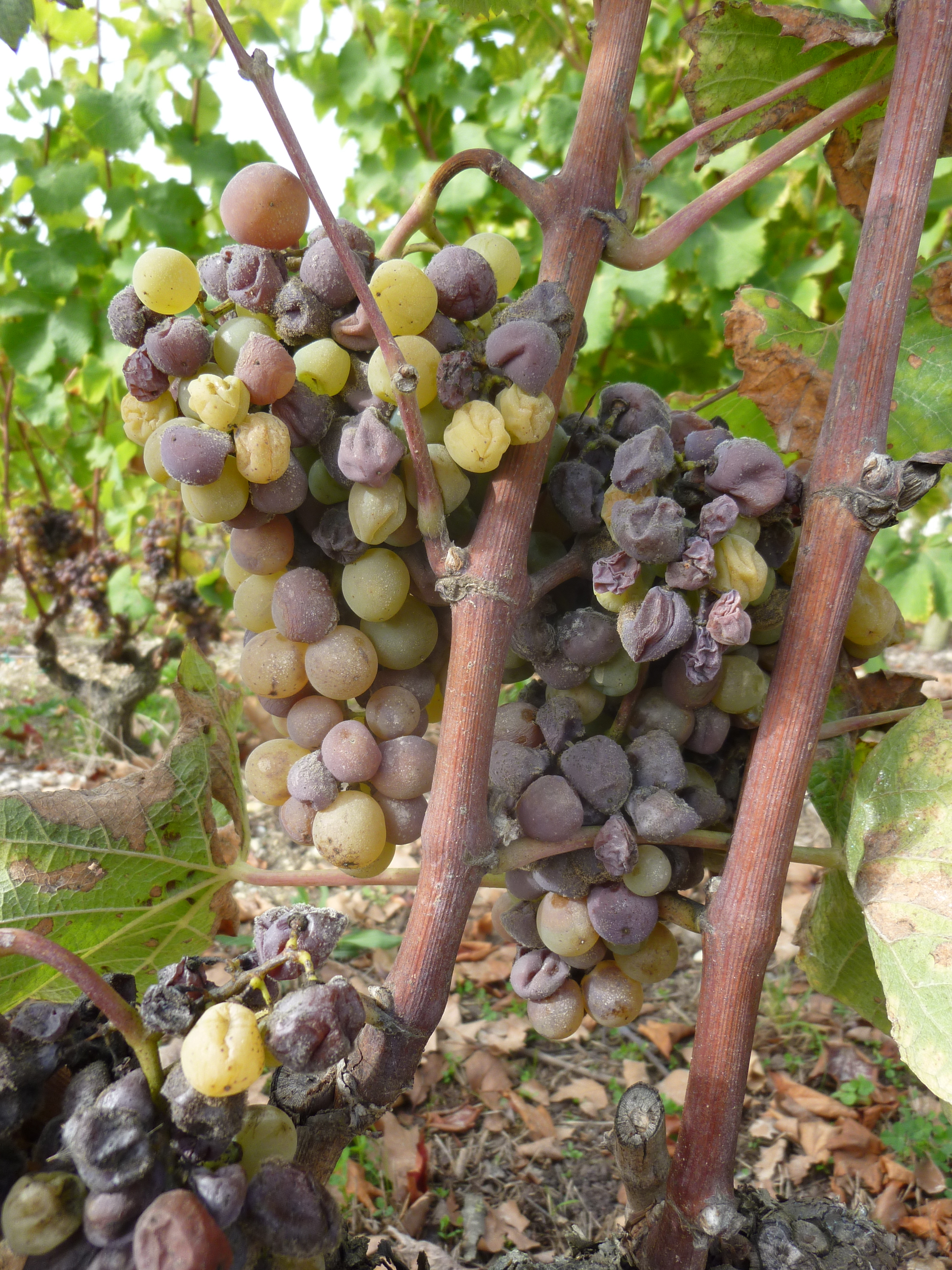
Développement de Botrytis cinerea

Dans les vignes où la végétation est importante, l'amas de feuillage au niveau des grappes crée un microclimat humide favorisant les maladies cryptogamiques dont le mildiou et surtout la pourriture grise. Le relevage permet d'étaler le feuillage et favorise l'aération.
La facilité à appliquer les traitements phytosanitaires et la mise hors des zones gélives au printemps (gel de rayonnement) de la végétation sont des éléments non négligeables à porter au bénéfice du relevage.

### Résistance au vent
Le relevage permet également de maintenir les rameaux à un support fixe, et de renforcer ainsi leur résistance aux rafales de vent qui peuvent les casser.

### Orientation de la croissance

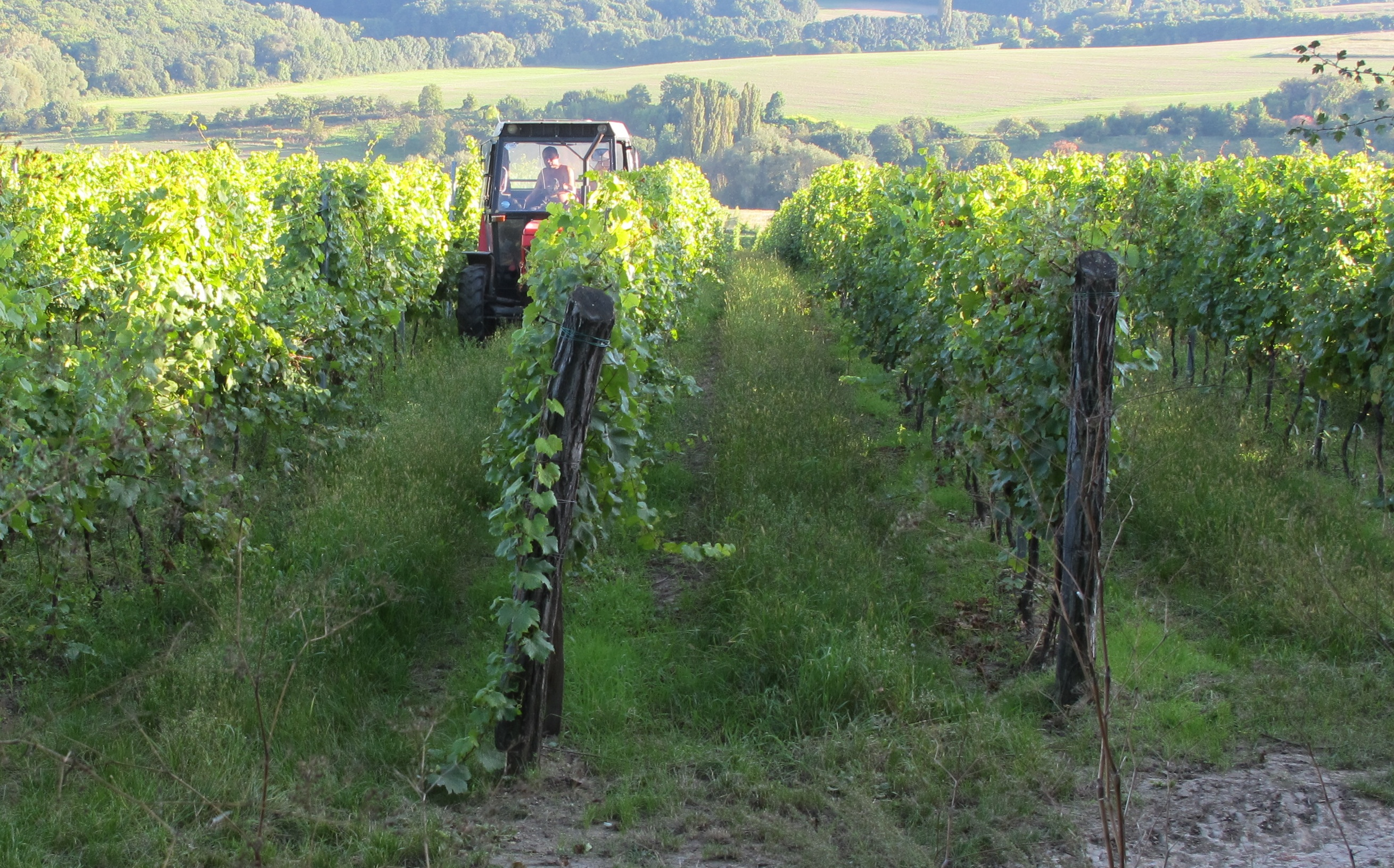
Vigne relevée, le passage étroit d'un tracteur est facilité et évite la casse de rameaux.

La vigne étant une liane, elle a tendance à pousser dans toutes les directions. La maîtrise de l'orientation des rameaux facilite la taille de la vigne l'année suivante. Les rameaux poussant à la verticale, du moins en ligne droite, ont un aoûtement et acquièrent une rigidité dans cette position. Ils sont plus faciles à tailler l'année d'après, permettant d'orienter la position des futurs coursons ou baguettes, et évitant une flexion trop 
importante des sarments lors de l'attachage des baguettes.
Le fait d’avoir une végétation orientée vers le haut, laissant la place aux passages des hommes, d’outils de travail du sol, de fertilisation ou de pulvérisation, est un élément intéressant du relevage, surtout vu sous l'angle de la mécanisation.

## Procédés
Les vignes conduites en gobelet sont souvent relevées en auto-porté ou sur des échalas, les vignes conduites en rangs, sont relevées entre des fils de palissage, appelés fils releveurs. De deux à quatre passages sont réalisés pour le relevage sur la durée du cycle végétatif de la vigne. Le premier peut se faire lorsque les rameaux ont poussé de 20 à 40 cm environ, les suivants doivent suivre la croissance jusqu'à son arrêt, ou jusqu'à un éventuel rognage.
Le risque de casse des rameaux lors de cette opération est important. Les jeunes rameaux ont une attache au cep peu solide et se décrochent à leur base, les rameaux plus grands sont plus rigides et plus cassants. Ce risque dépend de l'orientation initiale des rameaux, du type de cépage (la Syrah est réputée fragile), de la droiture des rameaux (le Mourvèdre pousse quasiment à la verticale).

### Auto-porté

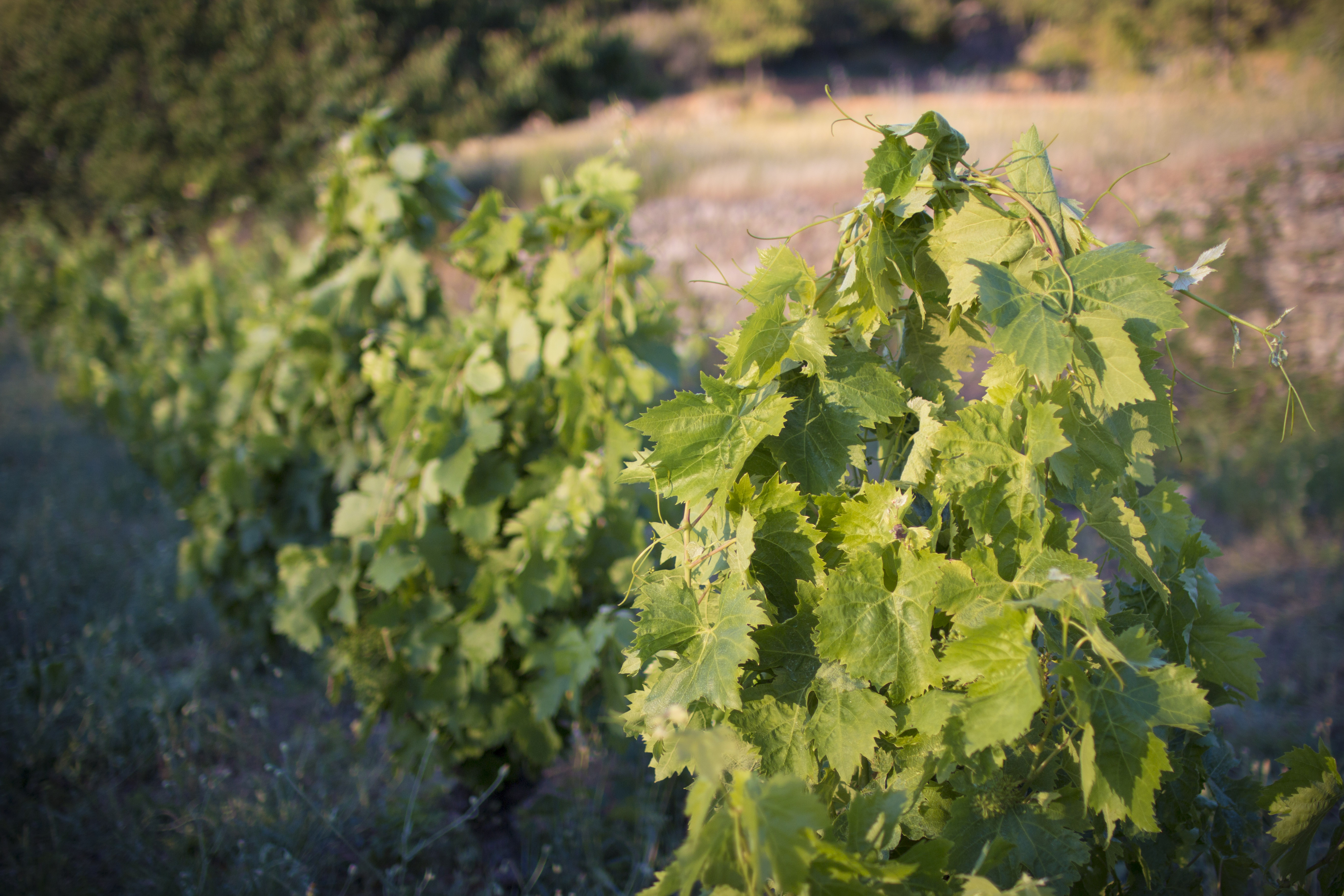
Relevage sur cep en gobelet, rameaux liés entre eux, en Terrasses-du-larzac.

Les rameaux peuvent être ramenés au-dessus du cep, et attachés ensemble, cette pratique ce fait notamment sur gobelets, ou la base des rameaux est assez écartée.

### Sur échalas
Le relevage des rameaux sur échalas se fait au fur et à mesure de la pousse de la vigne. Elle est attachée le long de l'échalas, généralement par des liens en rotin ou en fil de fer (plastifié ou papieté), ou des cerceaux métalliques permettant l'encerclement de la végétation. Plusieurs passages sont réalisés, et des liens sont ajoutés tous les 15 à 50 cm environ, selon la croissance de la vigne. Les jeunes plants sur tuteurs sont maintenus verticaux de la même manière. Le temps d'un relevage est de 30 secondes à 1 minute par cep.

Rangs avant et après relevage sur échalas.
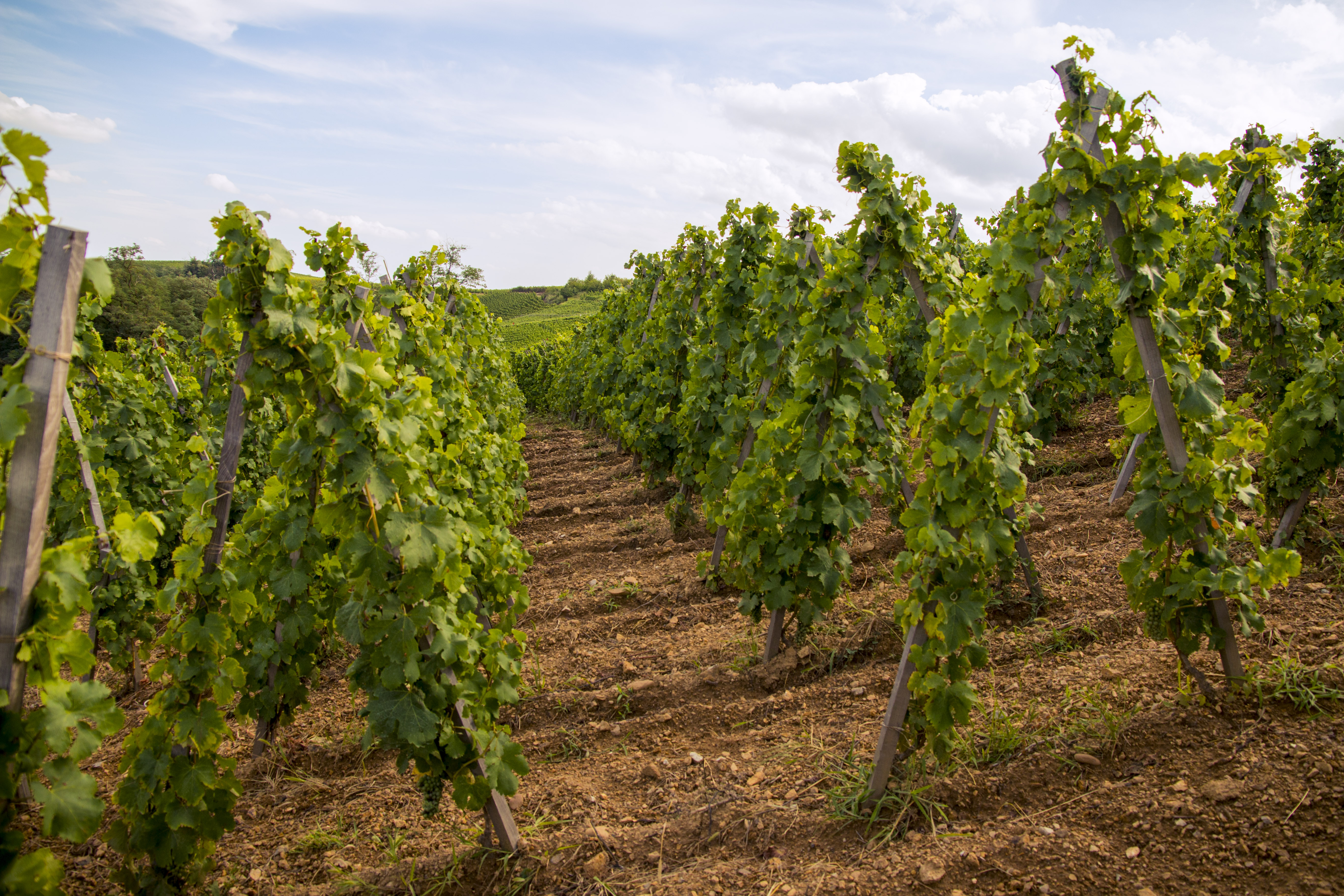
Vigne relevée sur échalas doubles
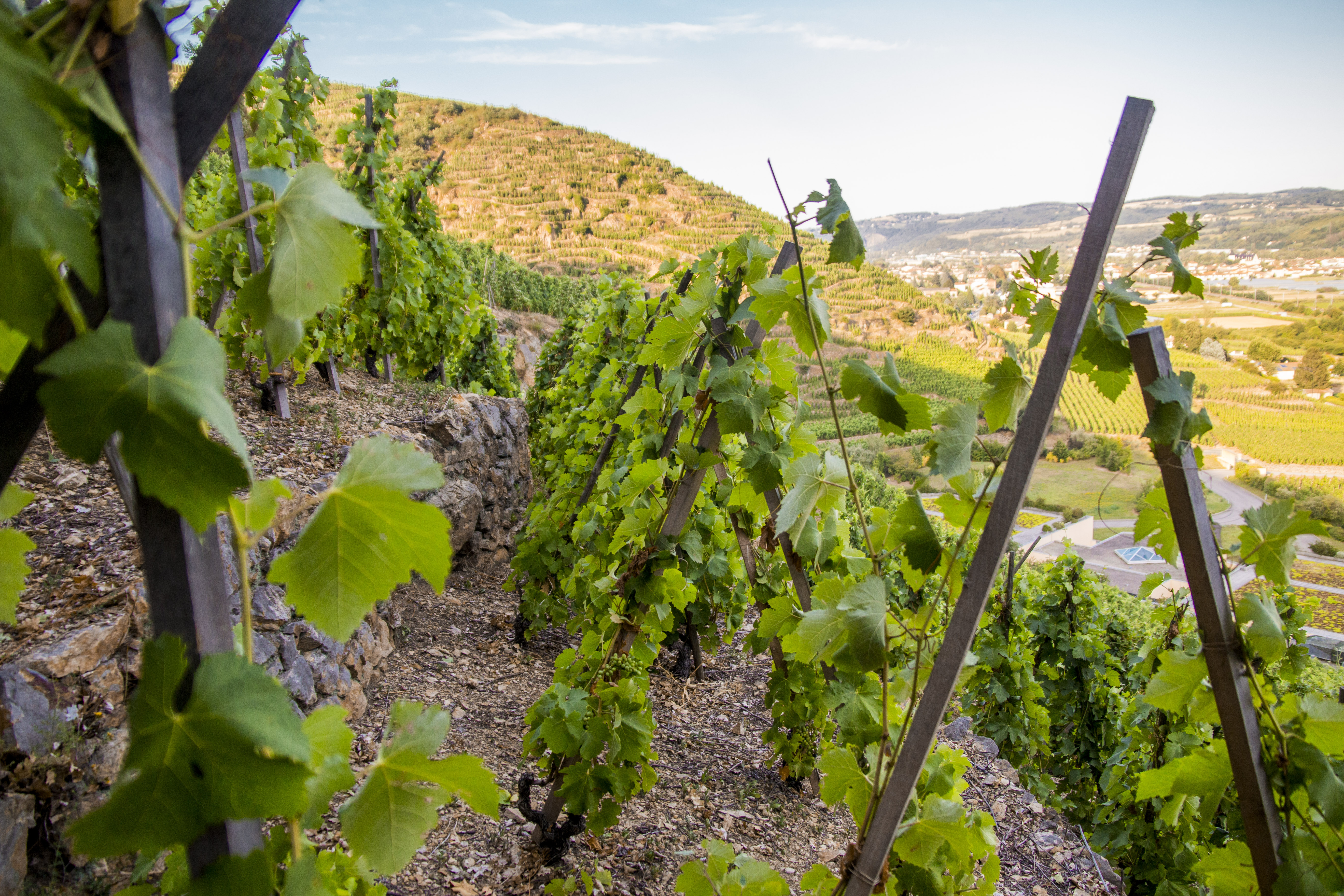
Vigne relevée sur échalas.
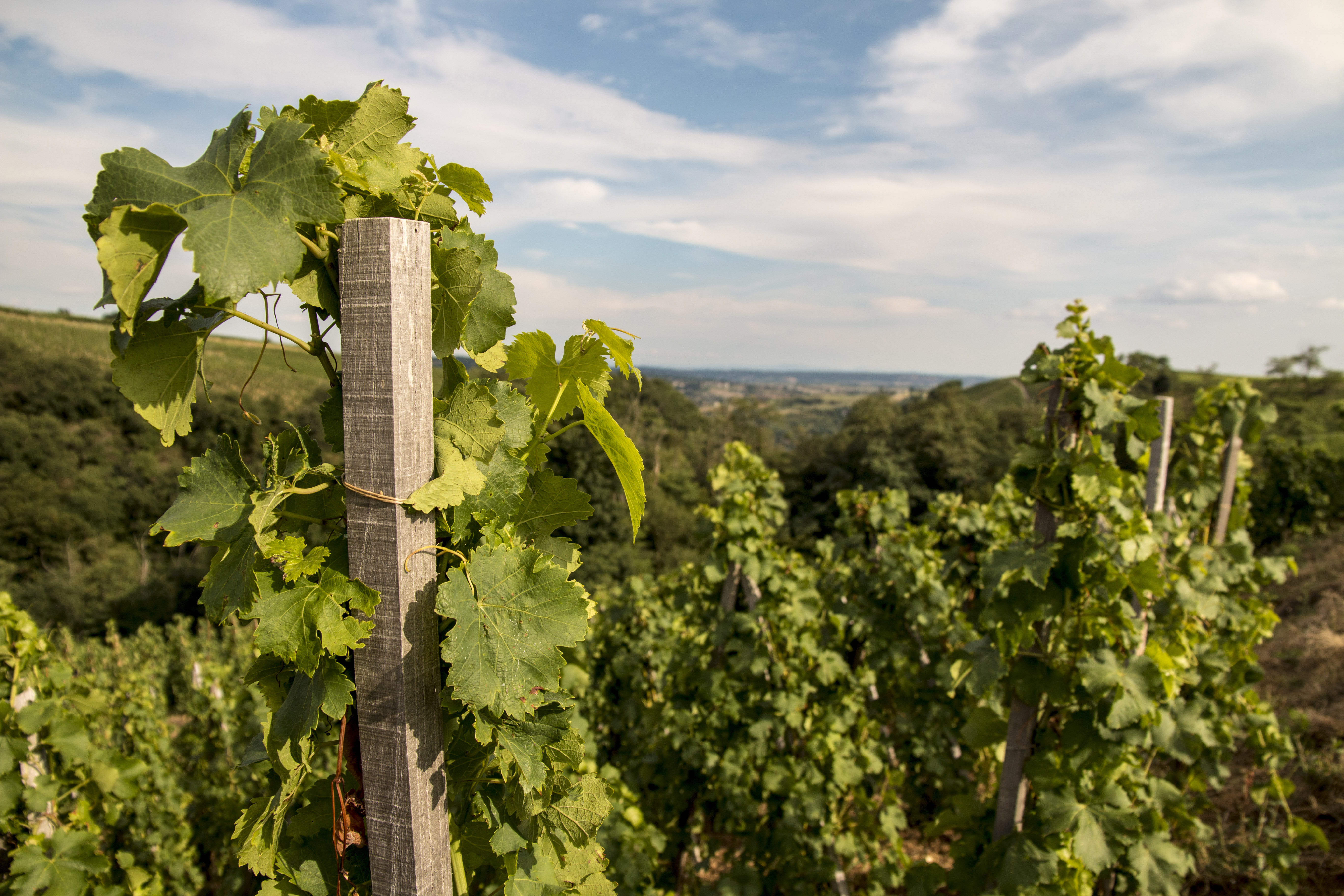
Vigne rognée au-dessus de l'échalas.
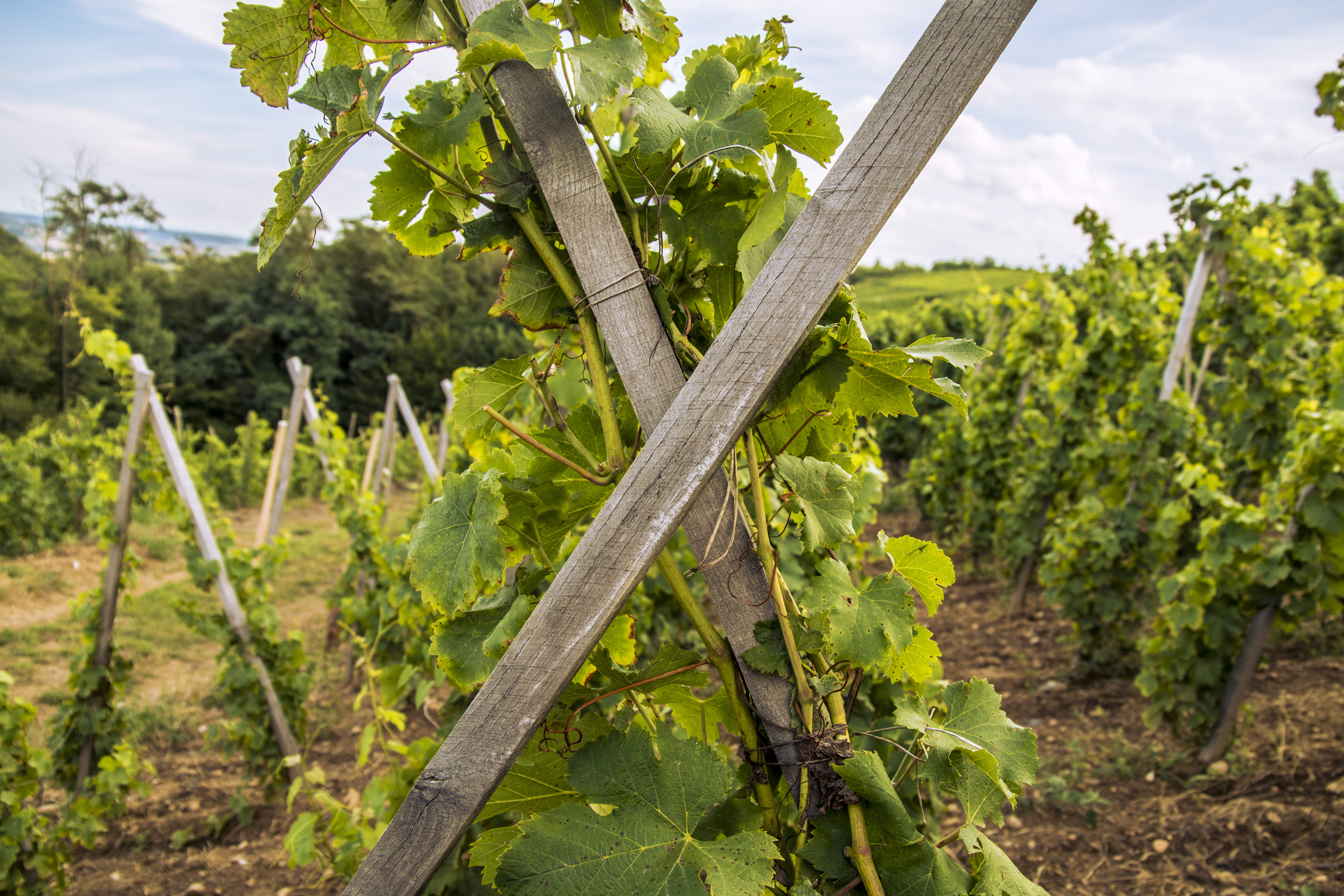
Liens attachant la vigne relevée
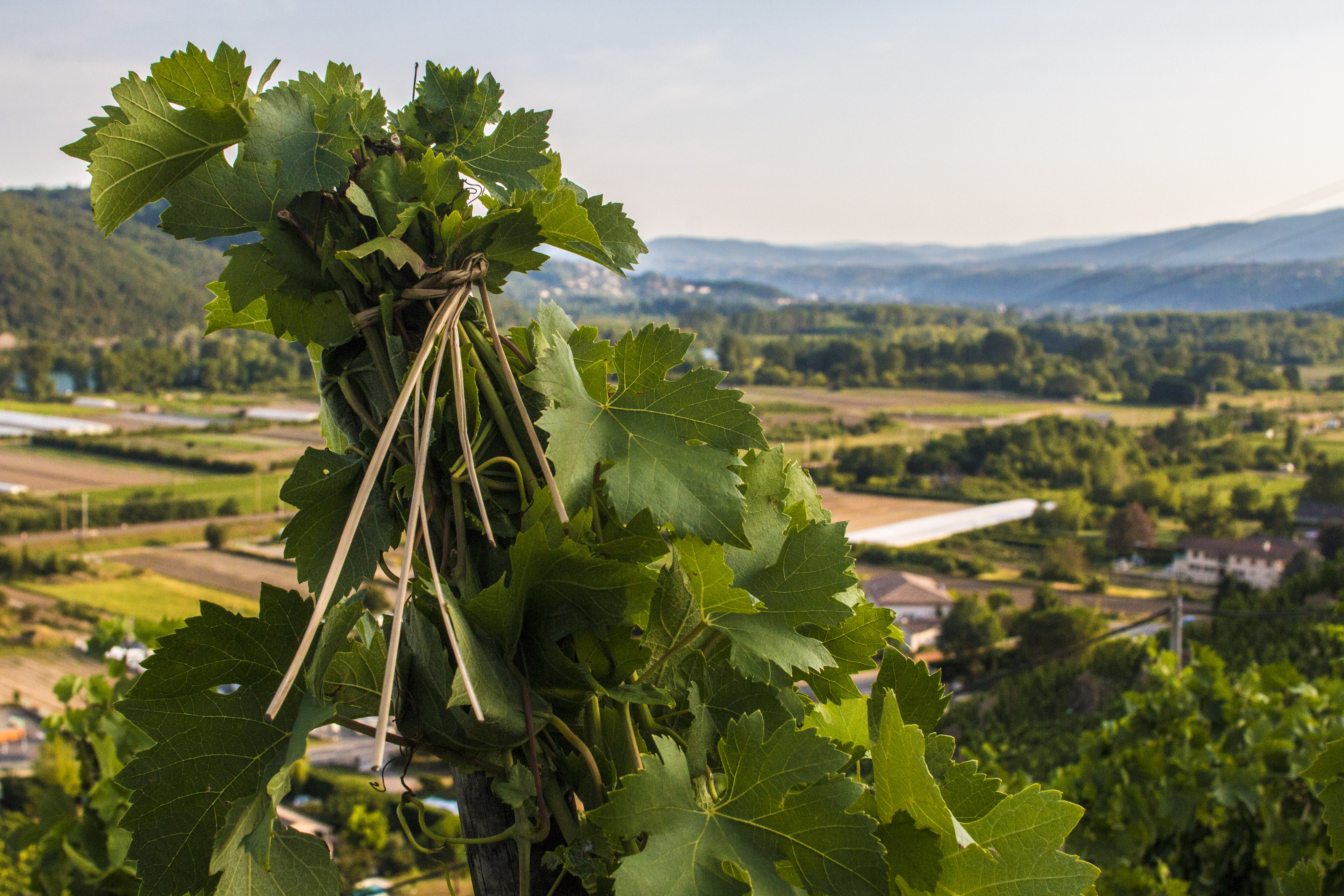
Lien en rotin.
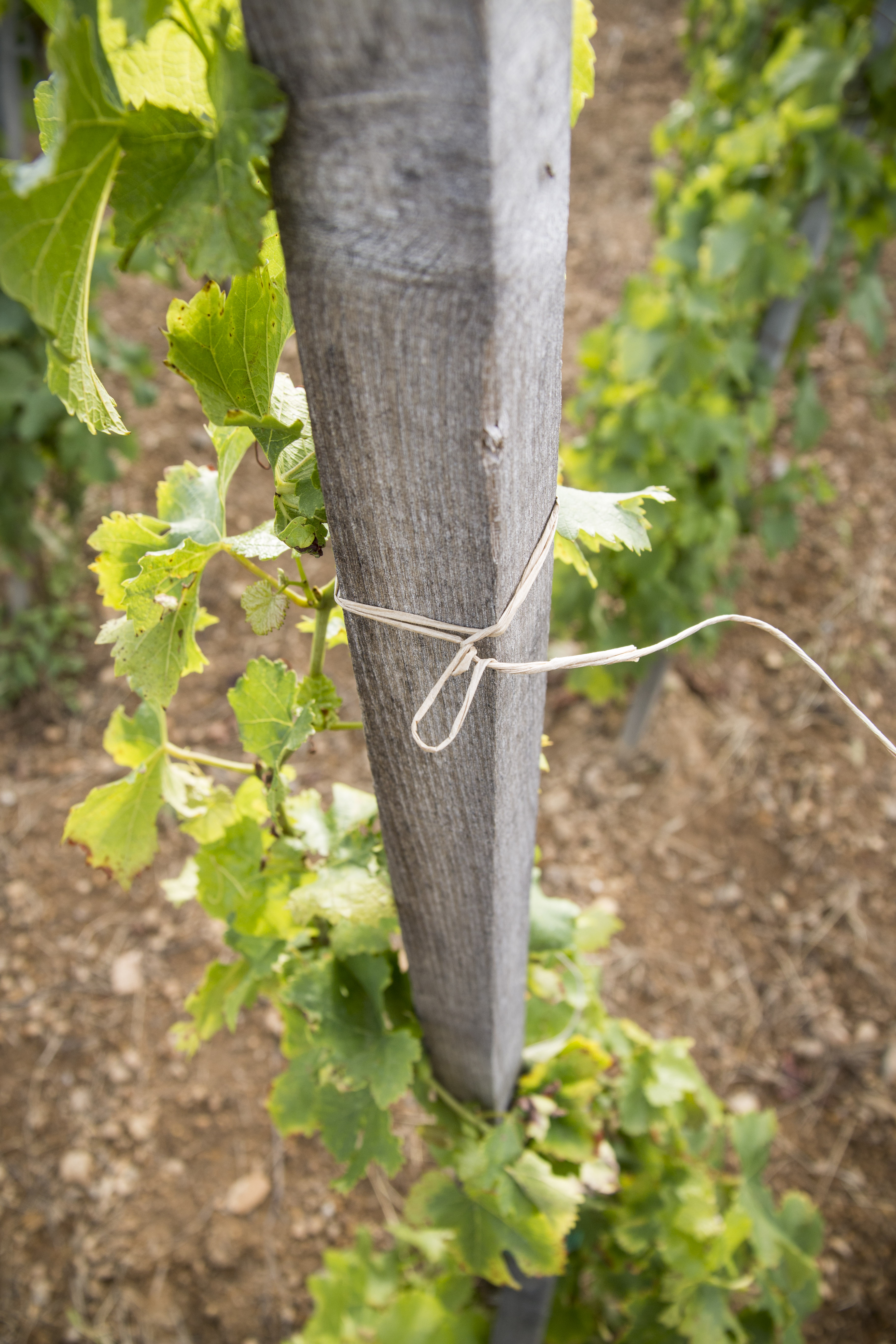
Lien en fil de fer entouré de papier.
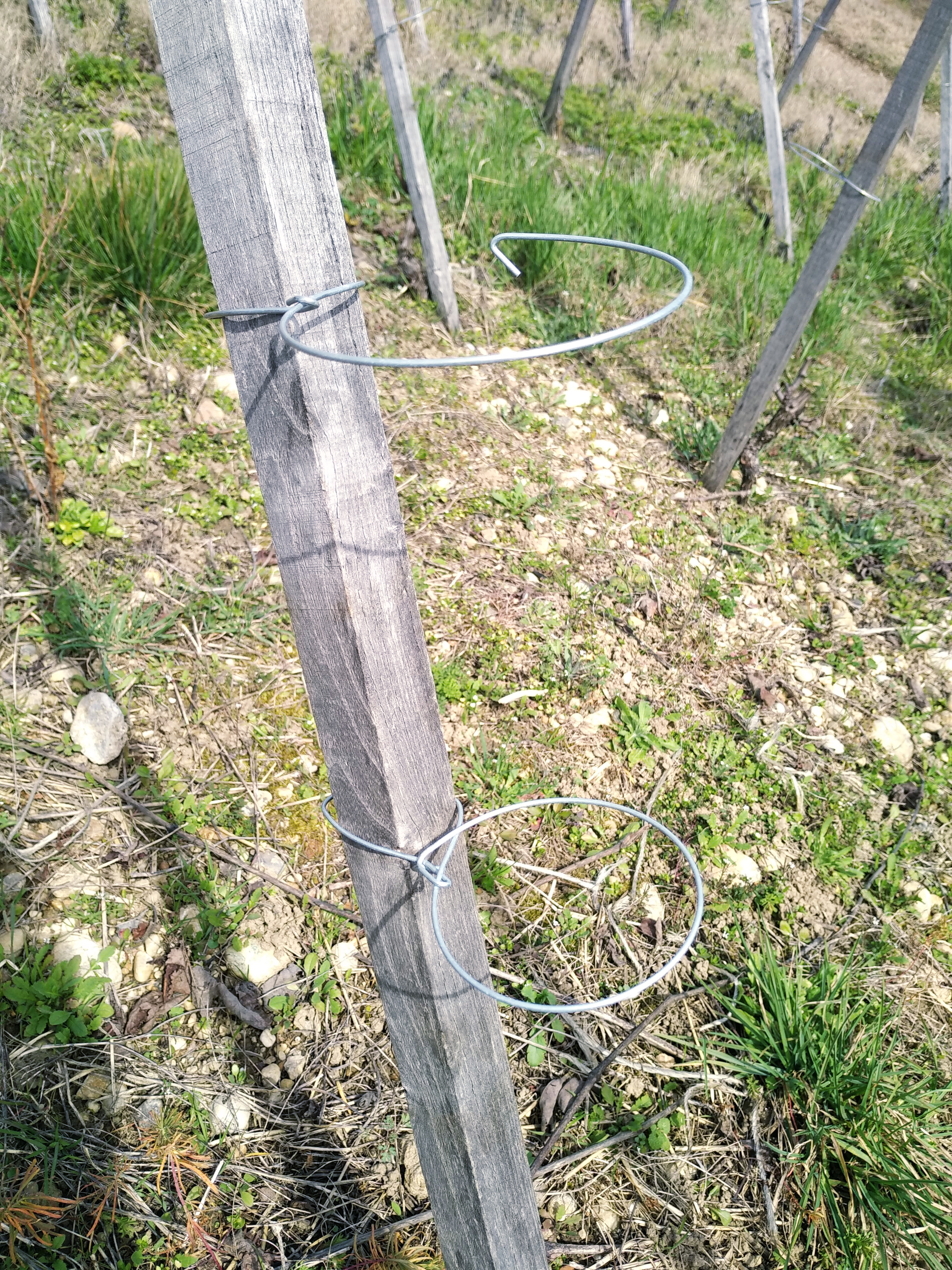
Cerceaux métalliques permettant de maintenir les rameaux, au fur et à mesure de la croissance (ouvert/fermé).

### Sur fils

#### Manuel
Le relevage par des fils se fait en enserrant la végétation entre deux fils parallèles parcourant tout le rang de vigne. Ils font partie du système de palissage. Ces derniers sont attachés de manière fixe aux extrémités du rang et de manière amovible sur chaque piquet intermédiaire. Différents systèmes d'attache sur les piquets de tête et sur les piquets du rang existent, permettant de faciliter le relevage.

Cela permet d'avoir plusieurs possibilités de hauteur de relevage, en commençant au plus bas, les fils sont remontés au fur et à mesure de la pousse de la vigne. Les fils peuvent être en fer ou en plastique. 

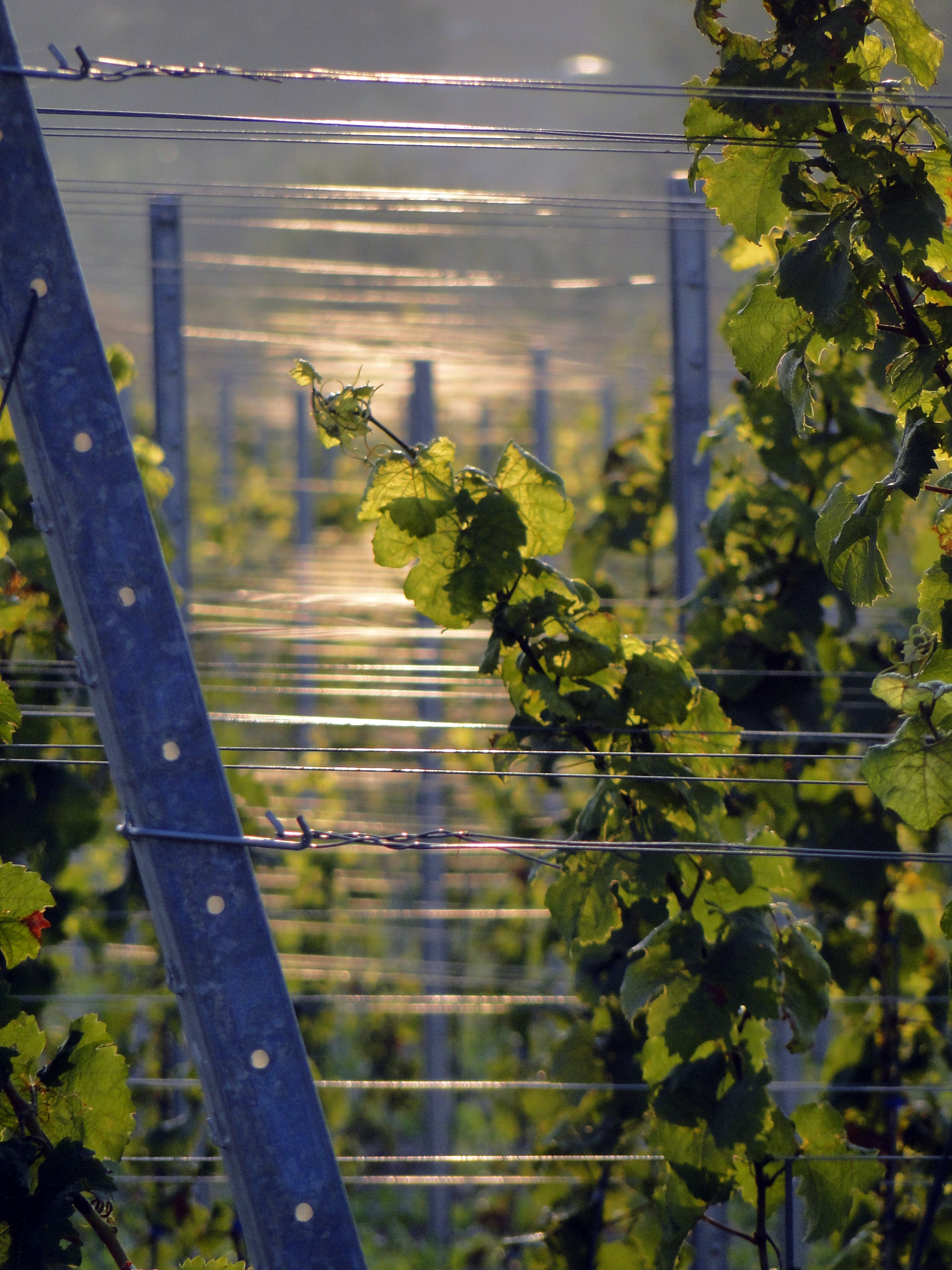
Fils releveurs sur un piquet, avec rameau passé entre.
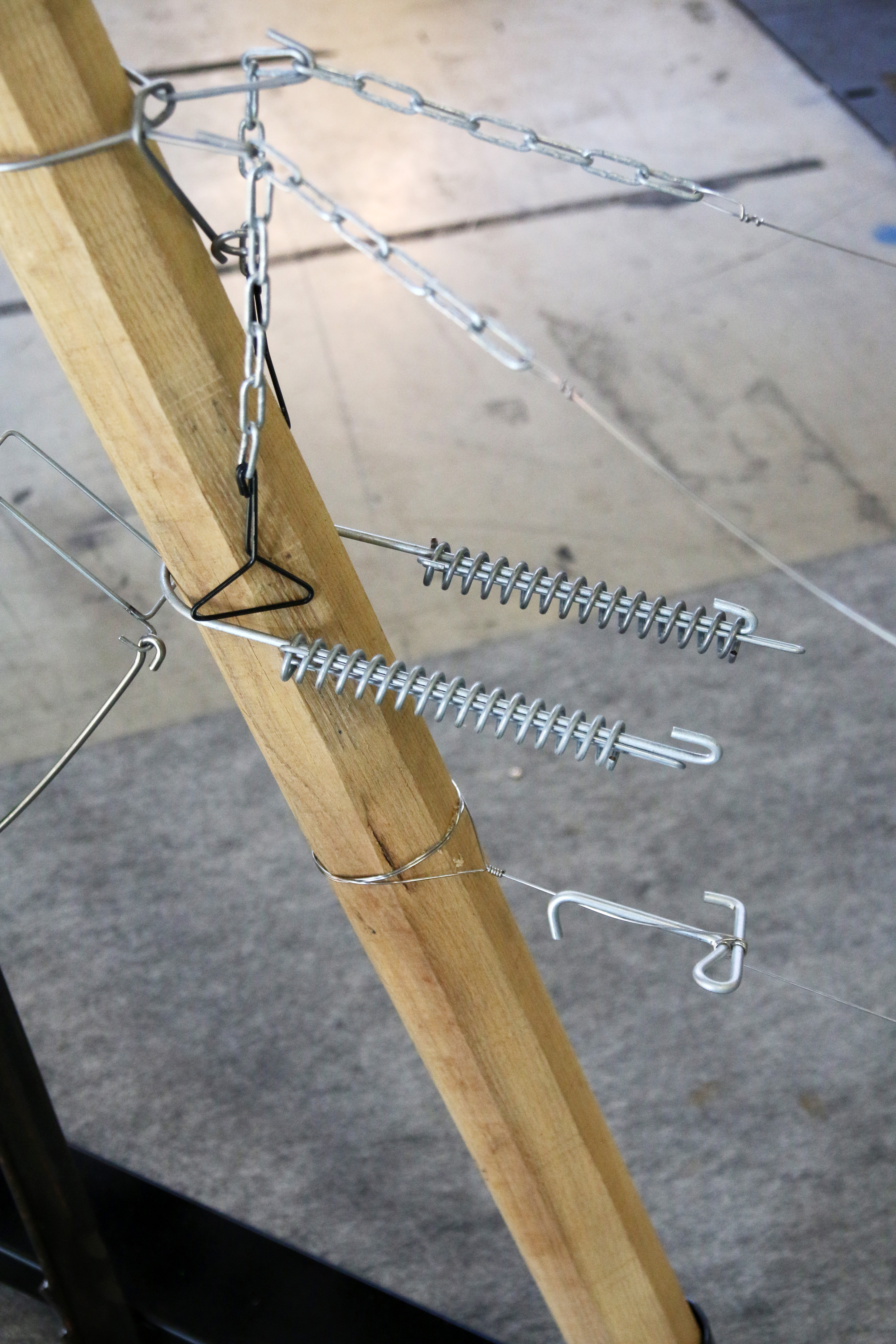
Différentes attaches de fils releveurs pour les piquets de tête du palissage.
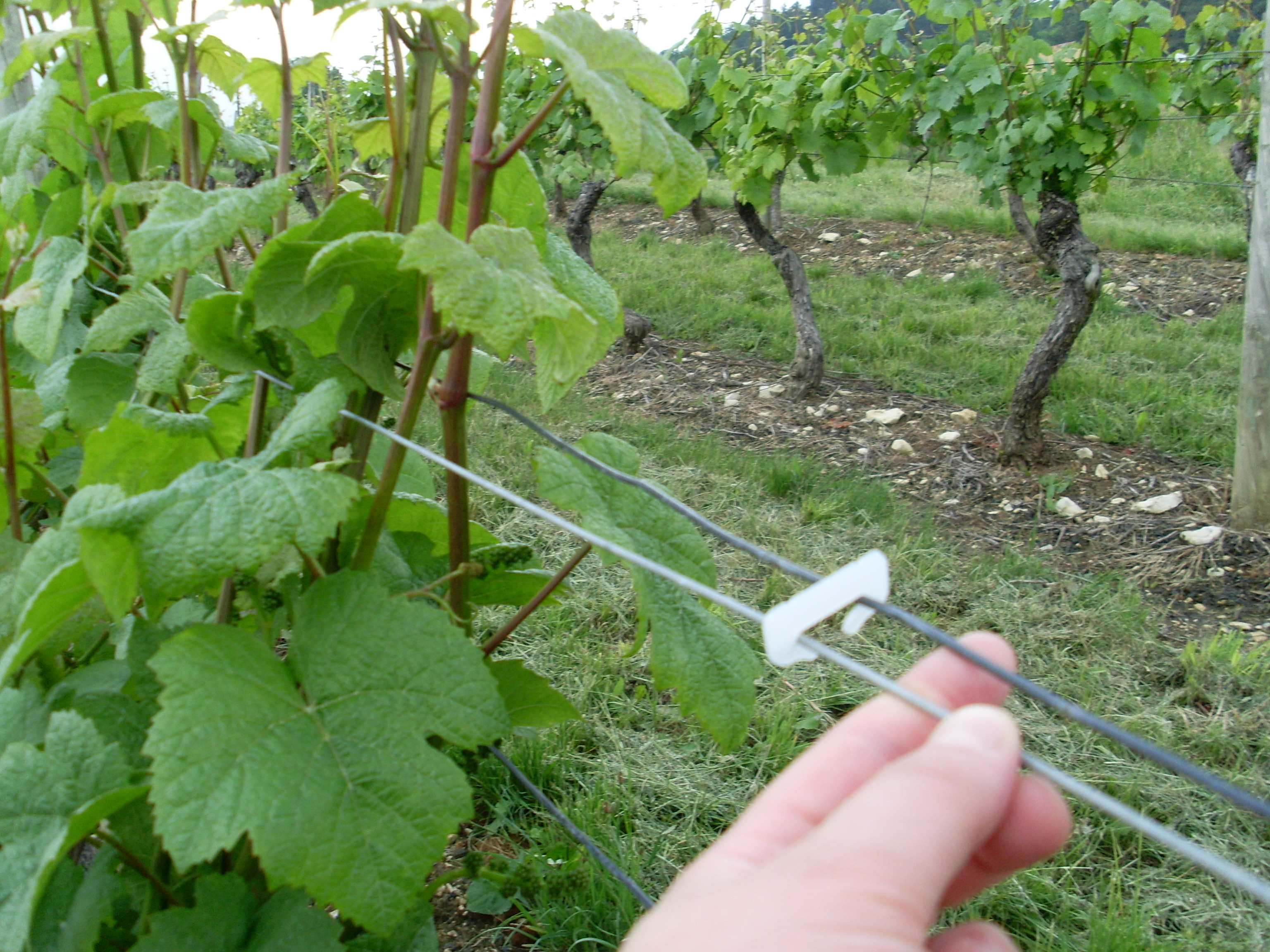
Agrafe maintenant les fils releveurs rapprochés.
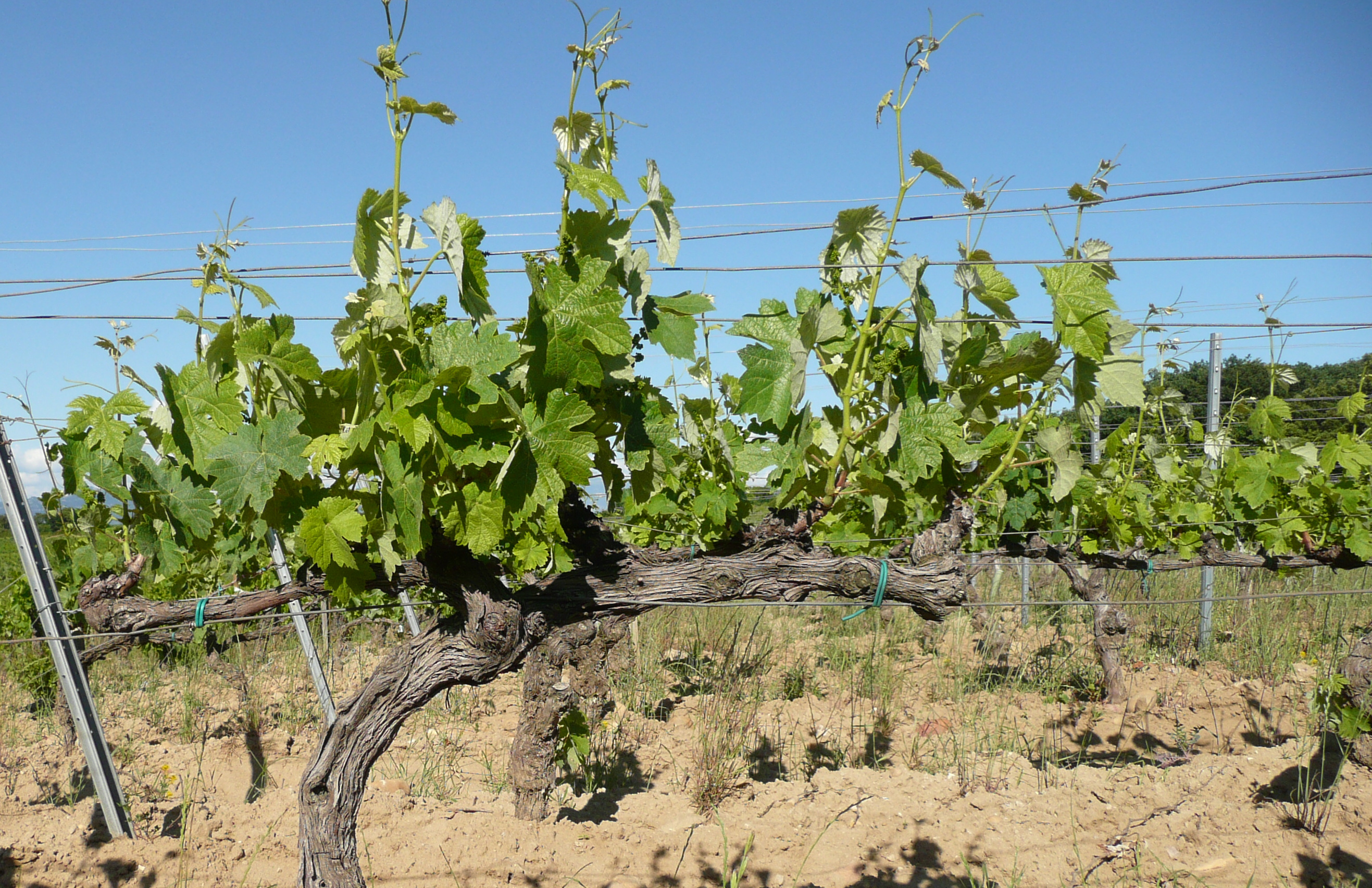
Rameaux à gauche en dehors des fils releveurs, rameaux à droite entre les fils releveurs.

Des attaches intermédiaires en forme de double crochets, ou agrafes, permettent de serrer la végétation entre les fils, de les maintenir verticaux et d'empêcher leur chute ou mouvements. 

#### Mécanisé
Des releveuses de fils montées sur tracteurs permettent d'effectuer de relever les fils automatiquement, et plus rapidement. La qualité du travail et son coût peuvent cependant être des points faibles. Le taux de blessure des rameaux est de 1 % environ, avec des blessures légères.
Il existe des systèmes permettant de relever les rameaux (bandes rotatives, vis sans fin), de les accoler avec les fils de palissage et de les agrafer au fur et à mesure de l'avancement ,. La vitesse de travail se fait entre 2 et 5 km/h selon les constructeurs. 

## Actions connexes
L'effeuillage peut être mis en place en parallèle, dans les mêmes intérêts pour favoriser l'état sanitaire correct et la maturité des grappes.
Le rognage intervient en fin de croissance et arrête l'agrandissement du rameau, notamment vers le haut à ce stade. Il est effectué au-dessus du dernier point de relevage, soit au-dessus de l'échalas ou au-dessus du fil haut de palissage.

## Coûts
Le relevage est une action coûteuse, en temps de main d’œuvre notamment pour le relevage manuel. La fenêtre pour réaliser l'opération est restreinte et nécessite de passer quasi simultanément dans toutes les vignes dont la croissance a atteint une hauteur suffisante. La main d’œuvre doit donc être concentrée sur cette période, et génère l'embauche de personnel : 17 % des emplois saisonniers en viticulture sont consacrés au relevage,. Le coût d'un relevage manuel est estimé à 300 €/ha, il augmente très fortement dans les vignobles non palissés (auto-porté ou sur échalas), où chaque cep est relevé un par un, contre 5 à 15 ceps à la fois pour les vignes palissées grâce aux fils releveurs. 
Pour le relevage mécanisé, si le temps de passage est diminué, il s'ajoute le coût des équipements et de la motorisation.  Les releveuses automatiques coûtent entre 10 000 et 20 000 € environ,. L'amortissement d'une releveuse se fait à partir de quelques dizaines d'hectares comparé au relevage manuel. Il permet un  gain de temps, 2,5 h/ha contre 20 h/ha pour un relevage manuel.
Le relevage s'accumule aux autres travaux viticoles à réaliser à cette période (gestion de l'enherbement, traitements, ...).